# 왈라시 올리베이라 두스 산투스
왈라시 올리베이라 두스 산투스(포르투갈어: Wallace Oliveira dos Santos, 1994년 5월 1일, 리우데자네이루 ~)는 브라질의 축구 선수로, 현재 잉글랜드 프리미어리그의 첼시 소속이다.